# Simone Laudehr
Simone Melanie Laudehr (Regensburg, 12 de juliol de 1986) és una centrocampista de futbol internacional per Alemanya des del 2007, amb la qual ha guanyat un Mundial, un bronze olímpic i dues Eurocopes. Ha guanyat 1 Lliga de Campions i 3 Copes d'Alemanya amb el Duisburg i el Frankfurt.

## Trajectòria
- Bayern de Múnic (03/04)
- FCR Duisburg (04/05 - 11/12)
- 1.FFC Frankfurt (12/13 - act.)